# Hypericum perforatum
Hypericum perforatum, (tiếng Anh: được gọi phổ biến là perforate St John's-wort, common Saint John's wort và St John's wort),  là một loài thực vật có hoa trong Họ Ban. Tên gọi "St John's wort" có thể được sử dụng để chỉ mọi loài thuộc Chi Ban. Vì vậy, Hypericum perforatum đôi khi được gọi là "common St John's wort" hay"perforate St John's wort" để dễ phân biệt. Nó được cho là một loại thảo mộc dược liệu có hoạt tính chống trầm cảm, mặc dù bằng chứng lâm sàng cho thấy những tác dụng của nó trong việc điều trị này còn bị hạn chế.
Thành phần hoạt tính dược lý chủ yếu của St John's wort là hyperforin, một chất ức chế arachidonate 5-lipoxygenase và chất ức chế COX-1 trong ống nghiệm.

## Mô tả thực vật

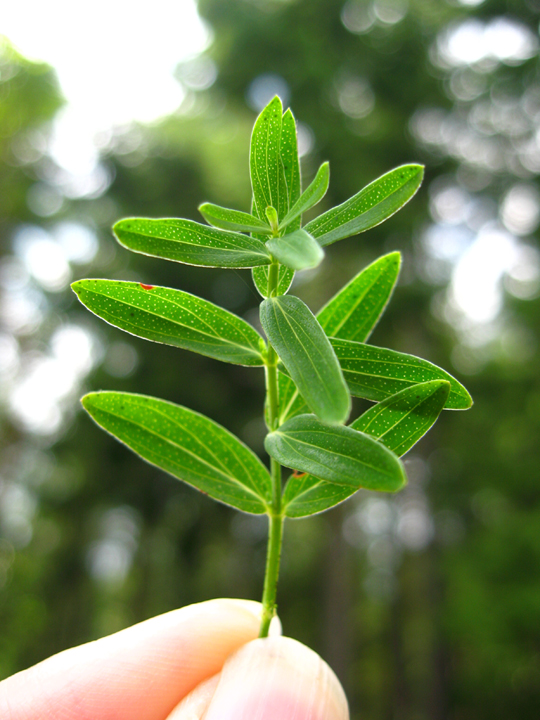
Dấu chấm mờ của mô tuyến trên lá

Hypericum perforatum có nguồn gốc từ các nước ở châu Âu và châu Á  nhưng đã lan rộng đến các vùng ôn đới trên toàn thế giới như một loài cỏ dại dễ dàng lan ra mọi nơi.
Tên gọi chung "St John's wort" xuất phát từ hoa và thu hoạch truyền thống vào ngày St John's Day, ngày 24 tháng 6. Tên Hyperocum có nguồn gốc từ các từ Hy Lạp hyper (ở trên) và eikon (ảnh), liên quan đến truyền thống treo trên cây các biểu tượng tôn giáo trong nhà trong ngày St John's, để tránh khỏi cái ác.
 St John's wort là một loại cây lâu năm thân thảo với những thân rễ to lớn. Thân của nó được dựng lên, phân nhánh ở phần trên và có thể cao tới 1 m. Nó có các lá đối diện, cuống rạc, hẹp, thuôn dài 1–2 cm. Các lá có màu vàng xanh, với các chấm mờ rải rác của mô tuyến. Các dấu chấm là dễ thấy khi được đưa ra với ánh sáng. Những bông hoa dài tới 2,5 cm, có năm cánh hoa, và có màu vàng sáng với những chấm đen nên cũng rất dễ nhận ra. Những bông hoa xuất hiện ở những chất tụ tán rộng ở cuối nhánh trên, giữa cuối mùa xuân và đầu đến giữa mùa hè. Các đường gân dễ thấy với các chấm tuyến màu đen:339. Có rất nhiều nhị hoa, được kết hợp lại với nhau tạo thành ba chùm chính.
 Khi nụ hoa (không phải là hoa) hoặc vỏ hạt được nghiền nát, một chất lỏng màu đỏ / tím được tạo ra.

## Sinh thái học
Nó phát triển mạnh ở các khu vực có tính chất mưa mùa đông hoặc mùa hè chiếm ưu thế; tuy nhiên, sự phân bố bị hạn chế bởi nhiệt độ quá thấp đối với sự nảy mầm của hạt hoặc sự sinh tồn của cây con. Độ cao lớn hơn 1500 m, lượng mưa nhỏ hơn 500 mm và nhiệt độ trung bình hàng ngày lớn hơn 24 °C được coi là ngưỡng giới hạn. Tùy thuộc vào điều kiện môi trường và khí hậu, và tuổi hoa, St John's wort sẽ thay đổi hình thức tăng trưởng và thói quen để thúc đẩy sự sống còn. Mưa mùa hè đặc biệt hiệu quả trong việc cho phép cây phát triển.
 Các hạt giống có thể tồn tại trong nhiều thập kỷ trong đất, nảy mầm sau sự xáo trộn.

## Y học cổ truyền
St. John's Wort phổ biến từ lâu đã được sử dụng trong dược thảo và y học dân gian. Nó được cho là có tính chất y học cổ đại và là một thành phần tiêu chuẩn của các chất kích thích, từ Mithridate của Aulus Cornelius Celsus 'De Medicina (khoảng 30 CE) đến Venice treacle của d'Amsterdammer Apotheek năm 1686. Hypericum perforatum là một loài phổ biến và được trồng nhiều để sử dụng trong thảo dược và y học cổ truyền

.
Chất chiết xuất từ da dầu màu đỏ của H. perforatum có thể giúp chữa lành vết thương
 Both hypericin and hyperforin are under study for their potential antibiotic properties.
. Cả hypericin và hyperforin đều đang được nghiên cứu cho các tính chất kháng sinh tiềm năng của chúng.

## Tác dụng
Wort St. John có thể ảnh hưởng đến tác dụng của nhiều loại thuốc theo toa, bao gồm thuốc ngừa thai, cyclosporin, digoxin, thuốc HIV, thuốc ung thư bao gồm irinotecan và warfarin. Kết hợp cả thuốc chống trầm cảm và St John's wort có thể làm tăng nồng độ serotonin gây hội chứng serotonin. Nó không nên được kết hợp với thuốc tim, ranolazine Combining estrogen containing oral contraceptives with St John's wort can lead to decreased efficacy of the contraceptive and eventually unplanned pregnancies.. Kết hợp estrogen có chứa trong thuốc tránh thai khi uống với St John's wort có thể dẫn đến giảm hiệu quả của các biện pháp tránh thai và cuối cùng có thể có thai ngoài ý muốn. Sử dụng St. John's wort làm giảm nhẹ tình trạng rối loạn lưỡng cực.

## Nghiên cứu
Một hóa chất thành phần chính, hyperforin, có thể hữu ích trong điều trị nghiện rượu, mặc dù liều lượng, an toàn và hiệu quả chưa được nghiên cứu. Hyperforin cũng đã hiển thị các tính chất kháng khuẩn chống lại vi khuẩn Gram dương, mặc dù liều lượng, an toàn và hiệu quả chưa được nghiên cứu. Thuốc thảo dược cũng đã sử dụng chất chiết xuất từ chất lipophilic từ St John's wort để làm thuốc bôi cho vết thương, trầy xước, bỏng và đau cơ. yperforin có thể hữu ích trong điều trị các vết thương nhiễm trùng và các bệnh viêm da. Để đối phó với sự kết hợp của hyperforin vào một loại dầu tắm mới, một nghiên cứu để đánh giá khả năng kích thích da tiềm ẩn đã được tiến hành, điều này đã cho thấy khả năng chịu đựng tốt của làn da của St John's wort.